# Концентрація гірничих робіт
Концентра́ція гірни́чих робі́т (рос. концентрация горных работ, англ. concentration of mining, нім. Konzentration f der Abbauarbeiten f  pl) — процес зосередження заданого видобутку корисної копалини
- в часі (зменшення числа видобувних змін і годин роботи) і
- в просторі (зменшення числа виробничих дільниць, очисних вибоїв та ін.).

Концентрація гірничих робіт пов'язана з їх інтенсифікацією та з концентрацією гірничого виробництва.